# Leibniz Supercomputing Centre
El Leibniz Supercomputing Center (LRZ) (alemany: Leibniz-Rechenzentrum) és un centre de supercomputació al Campus Garching, prop de Munic, gestionat per l'Acadèmia Bavaresa de Ciències i Humanitats. Entre altres serveis informàtics, proporciona recursos de supercomputació per a la recerca i accés a Munich Scientific Network (MWN); està connectat a la Deutsches Forschungsnetz amb una línia d'enllaç de 24Gbit/s.
El centre porta el nom de Gottfried Wilhelm Leibniz. Va ser fundat el 1962 per Hans Piloty i Robert Sauer com a part de l'Acadèmia Bavaresa de Ciències i Humanitats i acull diversos superordinadors líders mundials (HLRB, HLRB-II, SuperMUC).

## SuperMUC
El Centre de Supercomputació Leibniz operava el SuperMUC, que era el superordinador europeu més ràpid quan va entrar en funcionament el 2012 i ocupava el lloc número 9 a la llista TOP500 dels superordinadors més ràpids del món. Des de llavors ha estat substituït pel SuperMUC-NG, més potent.